# Bunetice
Bunetice es un municipio situado en el distrito de Košice-okolie, en la región de Košice, Eslovaquia. Tiene una población estimada, en marzo de 2025, de 94 habitantes.
Está ubicado en la cuenca hidrográfica del río Sajó (afluente derecho del Tisza) y cerca de la frontera con Hungría.

## Demografía
| Año        | 1994 | 2004     | 2014  | 2024    |
| ---------- | ---- | -------- | ----- | ------- |
| Población  | 112  | 100      | 86    | 93      |
| Diferencia |      | −10,71 % | −14 % | +8,13 % |

| Año        | 2023 | 2024    |
| ---------- | ---- | ------- |
| Población  | 90   | 93      |
| Diferencia |      | +3,33 % |